# AH-1 (航空機)
AH-1 コブラ
AH-1Gヒューイコブラ
- 用途：対地・対戦車攻撃
- 分類：攻撃ヘリコプター
- 製造者：ベル・ヘリコプター・テキストロン（ベル・エアクラフト）
- 運用者：
  -  アメリカ合衆国（陸軍・海兵隊）
  -  日本（陸上自衛隊）
  -  イスラエル（イスラエル空軍）
  -  台湾（台湾陸軍）
  -  韓国（韓国陸軍）
  -  タイ（タイ陸軍）
  -  トルコ（トルコ陸軍）
  -  スペイン（スペイン海軍）他
- 初飛行：1965年9月7日
- 生産数：1,116機
- 生産開始：1967年-1973年まで。
- 運用開始：1967年
- 運用状況：米陸軍、イスラエル空軍、スペイン海軍を除く各軍にて現役。
- ユニットコスト：1,130万ドル（AH-1G 1995年）
- 派生型：

  - AH-1W
  - AH-1Z

AH-1 コブラ（英語: AH-1 Cobra）は、ベル・ヘリコプター・テキストロン（ベル・エアクラフト）社が開発した、世界初の攻撃ヘリコプターである。

## 概要
機種名「AH-1」とは「Attack Helicopter 1」（攻撃ヘリコプター1型）の略。
1967年にUH-1をベースにベル・ヘリコプター・テキストロン社（当時）が開発した世界初の本格的な攻撃ヘリコプターで、その後登場する各国の攻撃ヘリに大きな影響を与えた。当初はAH-56の開発の遅れからその完成までのつなぎとして採用されたが、AH-56がキャンセルされたために、主力攻撃ヘリとして運用され続ける事になった。初飛行は1965年（昭和40年）9月7日。1967年（昭和42年）から現在までに、1,000機以上が製造された。
乗員2人。前席に射撃手、後席に操縦士が縦一列に搭乗する、タンデム式コックピットを採用し、機首下に機関砲を搭載する。これは後に各国で開発されることになる戦闘・攻撃ヘリコプターでも、広く採用されることになる。
20mm機関砲やBGM-71 TOW対戦車ミサイルなどを主武装とし、ベトナム戦争や湾岸戦争などの多くの戦闘に投入された。
アメリカ陸軍では後継機種であるAH-64の採用により全機が退役しているが、改良型であるAH-1Zがアメリカ海兵隊で運用されている他、日本の陸上自衛隊を初めとする諸外国でも現役で使用されている。日本ではAH-1Sを国内でライセンス生産しており、平均調達価格は約25億円で米国の約3倍、特に末期に調達数が減り、単価は48億円、6倍にまで高騰した。

## 開発経緯

### 攻撃ヘリの胎動

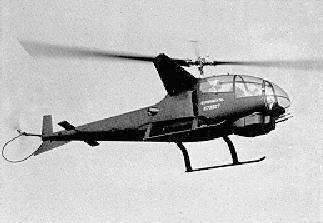
モデル207

アメリカ陸軍は、1960年代初頭より本格的な攻撃ヘリコプターの開発を検討していた。しかし、アメリカ空軍が攻撃ヘリの構想に強く反対したため、UH-1のような汎用ヘリコプターに兵装を施すガンシップに近いものを計画した。
しかし、ベトナム戦争においてヘリに機銃やロケット弾を装備させたガンシップを運用したところ、重量増加による巡航速度が著しく低下するなどの問題が発生した。また、生存性の低下も課題となった。エンジンの換装や装甲板の貼り付け、防弾ガラスの重ね合わせなどの応急処置がとられたが、元が輸送用ヘリコプターであるため決して良策とは言えなかった。
ベトナムの情勢が悪化する中で、ベル社は自社資金により独自に攻撃ヘリの研究を進め、1962年に「D225イロコイ・ウォリア」と呼ばれるモックアップ（実寸大模型）を完成させた。D225はUH-1をベースにした攻撃ヘリで、タンデム（縦型）式コックピット、機首下面のターレット、胴体中央部に取り付けたスタブウィングなど、後に出現する攻撃ヘリの特徴を既に備えていた。このD225は実際に製作される事はなかったが、アメリカ陸軍関係者の注目を集めるには十分であった。
ベル社は続いて、OH-13を改造した「モデル207」と呼ばれる実験機を製作した。この機体もやはりタンデム式コックピットを有し、M60機関銃を二挺備えたチン・ターレットを備え、胴体にはロケット弾ポッドを装備していた。モデル207は1963年1月から約300時間の飛行テストを行い、タンデム式コックピットや兵装システムが攻撃ヘリとして最も適しているものだと確認された。

### AAFSSとモデル209

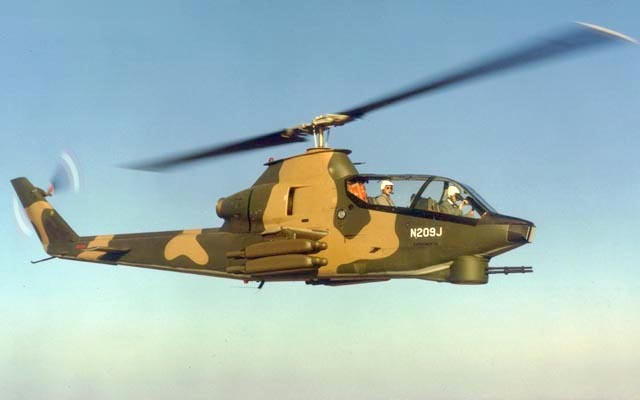
モデル209

1964年、アメリカ陸軍は新型空中火力支援システム（AAFSS）計画を立案し、要求仕様を国内のメーカー各社に提示した。
この時ベル社は、UH-1をベースに「モデル209」を自社資金で開発した。モデル209はUH-1Cにモデル207の実験で得られた成果を生かした攻撃ヘリコプターで、1965年3月にJ・P・ダプスタッド技師を中心に開発を開始したものだった。この機体は、ガンシップの戦訓から「低振動で良好な視界を確保する」という条件を重視して開発されたが、エンジンやトランスミッション系、尾部コーンローターシステムなどはUH-1となんら変わらないものだった。しかし、胴体の座席はタンデム式に並べた複座となっていて、正面から見ると極端に縦に細い胴体が新規に設計されている。
また、胴体中央部に4基のパイロンを有するスタブウィングが取り付けられ、これ自体が高速時にある程度の揚力を発生させることで、モデル209の機動性向上にも寄与していた。しかもスタブウィングの下のパイロンには、ロケット弾ポッドとミサイルを設置することができる。また、機首には可動式ガトリング砲を標準装備することで多方面への攻撃性を増している。この機体の開発は短期間で行われ、1965年9月7日に初号機が初飛行している。
国内のほとんどの航空機メーカーが参加したこの計画は、翌1965年にロッキード社のAH-56Aシャイアンが選定機種として採用され、モデル209は不採用に終わった。しかしAH-56の部隊配備は順調でも1970年頃になると推定されたため、アメリカ陸軍はAH-56をAAFSSに採用した時点で、すでにベトナム戦争に投入させる暫定的な攻撃ヘリの開発を模索していた。

### 暫定攻撃ヘリの採用

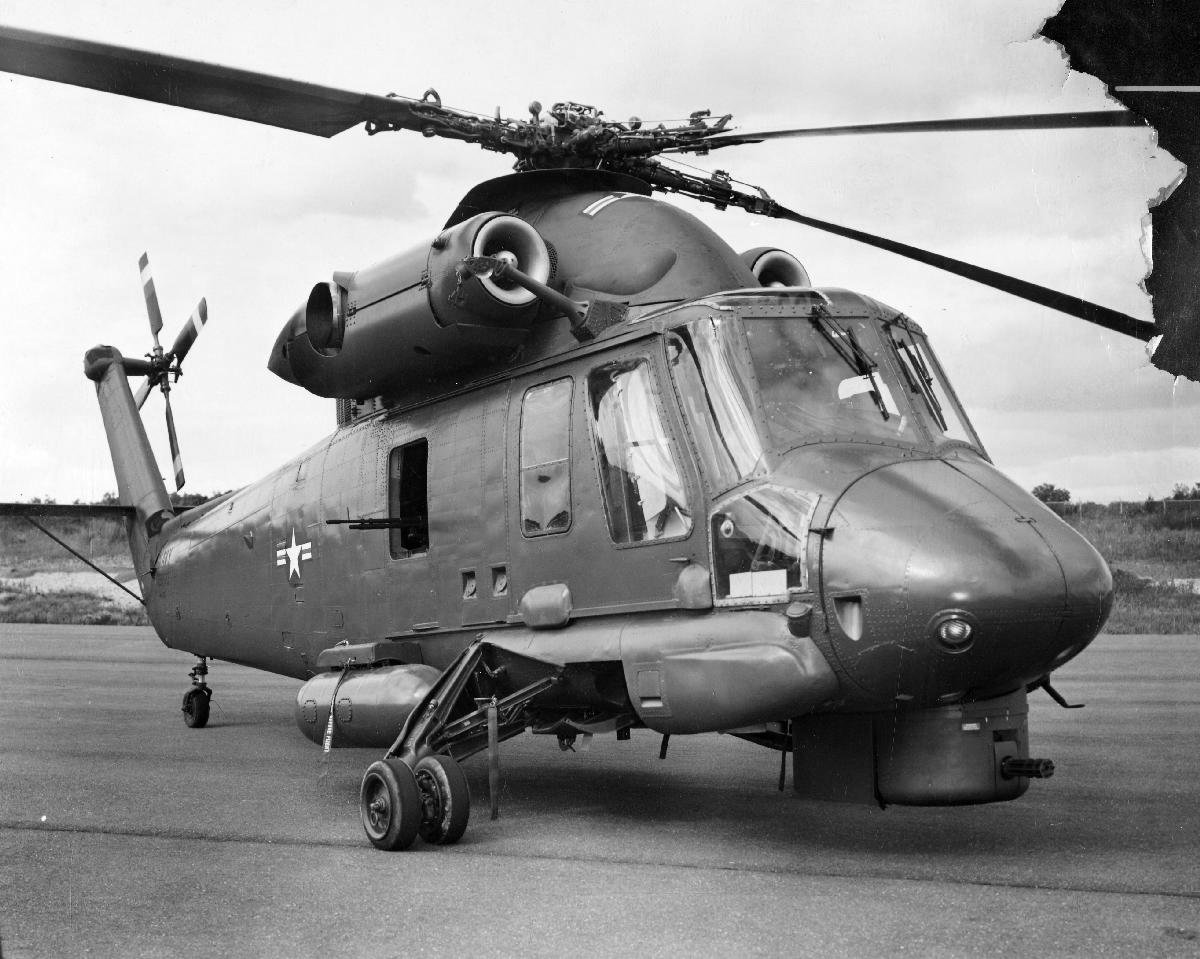
カマンHH-2C

1965年、アメリカ陸軍は現用ヘリコプターで攻撃ヘリコプターに転換可能な機種を検討するための委員会を設置する。そして委員会は以下の5種を選出する。
- モデル209（ベル社）
- ACH-47（ボーイング社）
- S-61A（シコルスキー・エアクラフト社）
- UH-2（カマン社）
- モデル16H（パイアセッキ社[注釈 2]）

そして「モデル209」「S-61A」「UH-2」の3機種まで絞られ、1965年末よりエドワーズ空軍基地で2ヵ月間の実機テストが行われた結果、「モデル209」が暫定攻撃ヘリコプターに選出されたのである。
モデル209にはAH-1G ヒューイコブラ という制式名称が与えられた。1966年4月に試作機（プロトタイプ）2機に続き、量産機100機の発注がなされた。そして1967年の9月には実戦に投入されている。
一方、本命であったAAFSS計画は、AH-56の技術面・コスト面の問題を解決する事ができず、構想の大幅な見直しなどが重なったことからキャンセルされてしまった。よってAH-1に主力攻撃ヘリの座を譲る事となり、今日に至る。また、このキャンセルによって暫定攻撃ヘリコプターという呼び名も使用されなくなる。

## 特徴

### 機体

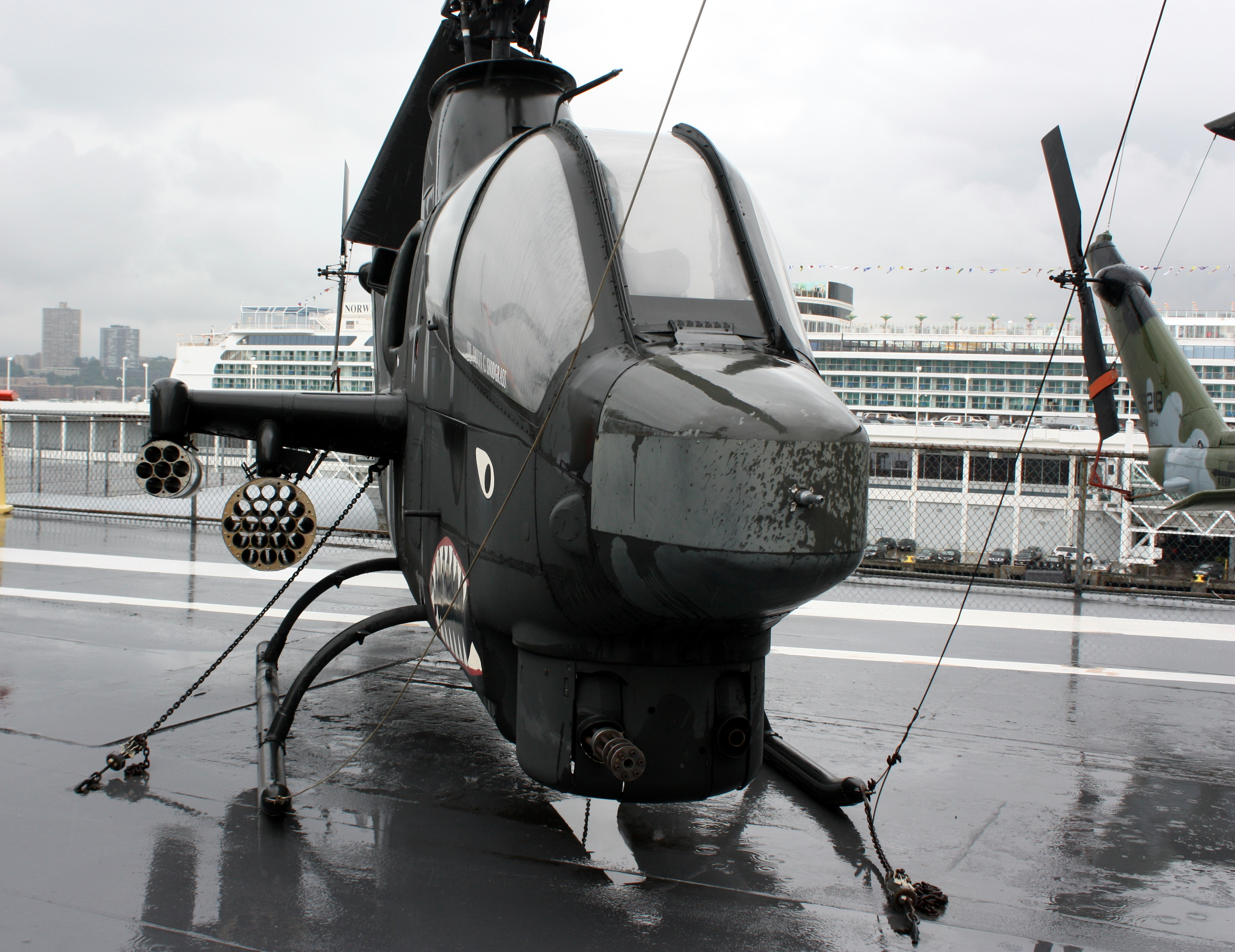
前方から見たAH-1G

最大の特徴は、幅99cmという非常にスリムな胴体と、搭乗員をタンデムに配置した事である。これによって前面面積はUH-1の約三割にまで減少され、速度の大幅な増大と低い被視認性がもたらされた。初の量産型であるAH-1Gのエンジンは1400hpのT53-L-13が搭載され、最高速度は時速278kmに達し、同じエンジンを積むUH-1Hの205kmを大きく上回る。コックピットは、前席が射手兼副操縦席、1段高い後席が操縦席となっている。
基本はモデル209と大差ないが、AH-1Gとの相違点は速度向上を図って採用された引き込み式スキッドの装備にある。これは重量増加に対し、それほど効果がないと判断されたため、G型以降の量産機では固定式に変更された。
メインローターはUH-1と共通の半関節型で、初期にはUH-1と共に地形に沿った低空飛行（ナップ・オブ・ジ・アース）での墜落事故が多発している。原因はマストバンピングによるローター分離と特定され、後にマストの大径化とばねを装備する改修が行われた。

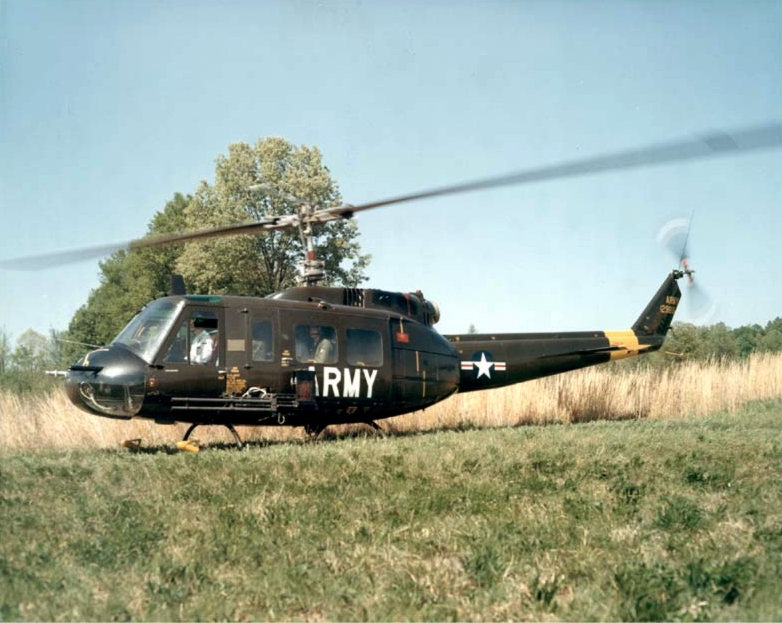
ベースとなったUH-1 尾翼以外、形状が全く異なる
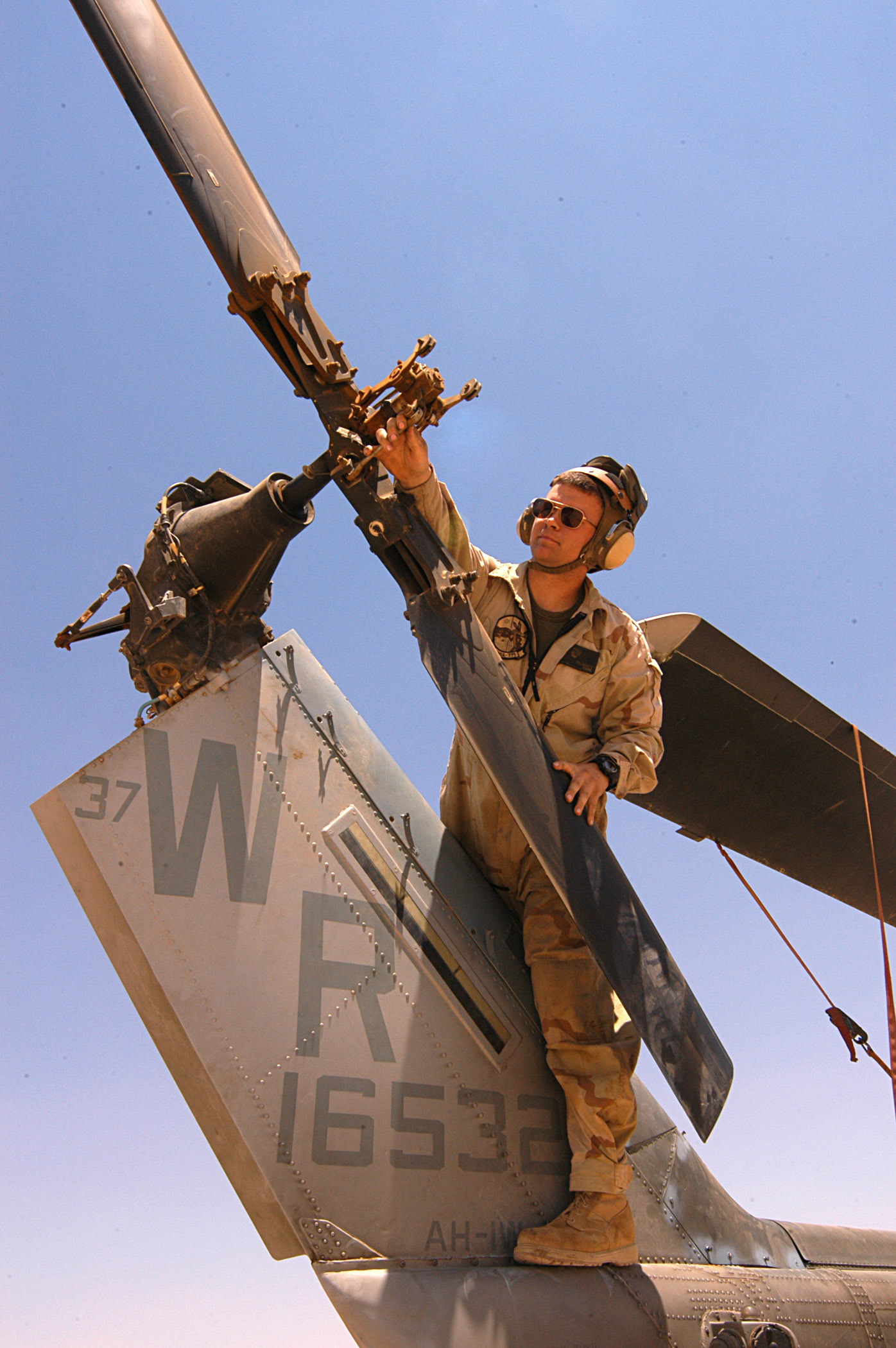
テールローター
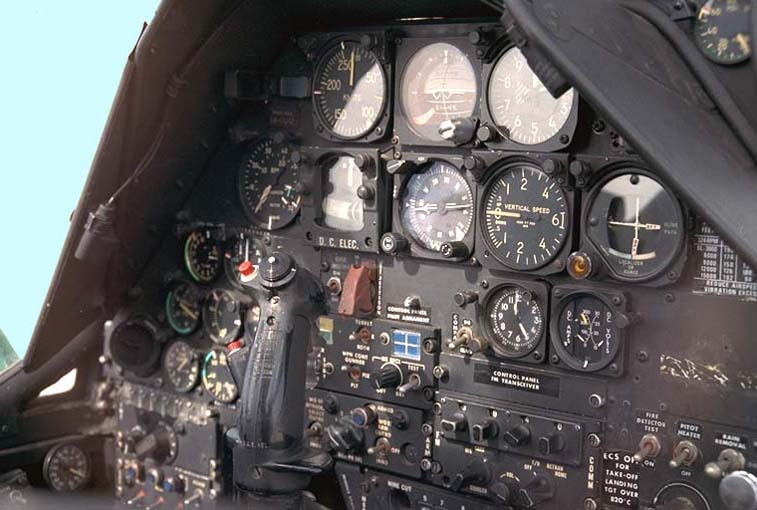
操縦席の計器

### 武装

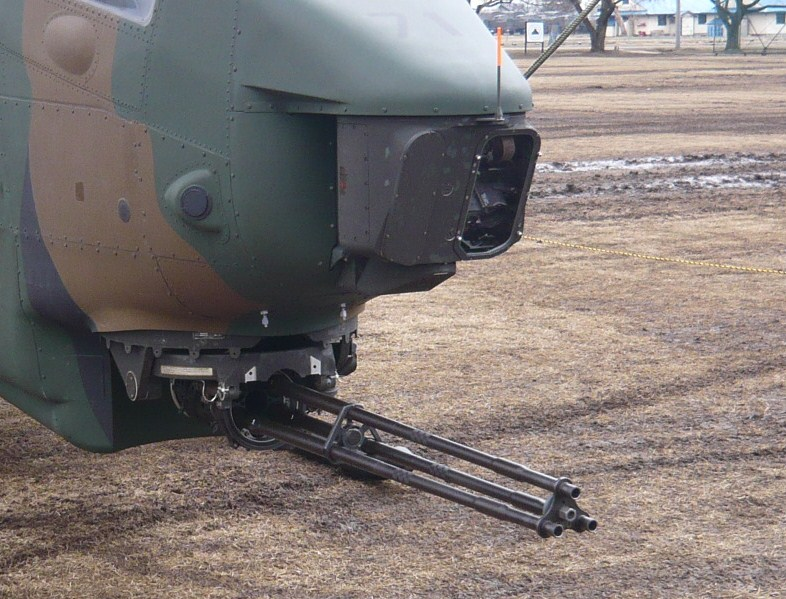
M197ガトリング砲

機首下面のターレットには、M134 7.62mm ミニガンと毎分400発の射撃が可能なM129グレネードランチャーの搭載が可能である（混載、若しくは2基ずつの搭載も可能）。なお、AH-1Sアップガン型以降の機体ではユニバーサルターレットに換装され、発射速度毎分680-750発（切り替え可能）の20mm M197三砲身ガトリング砲を搭載する様になった（M230 30mmチェーンガンの搭載も可能）。
胴体中央部のスタブウイングには4ヶ所のパイロンがあり、ミニガンポッド・ロケット弾ポッド・BGM-71 TOW対戦車ミサイルなどの兵装を、最大で700kgまで装備することが可能である。

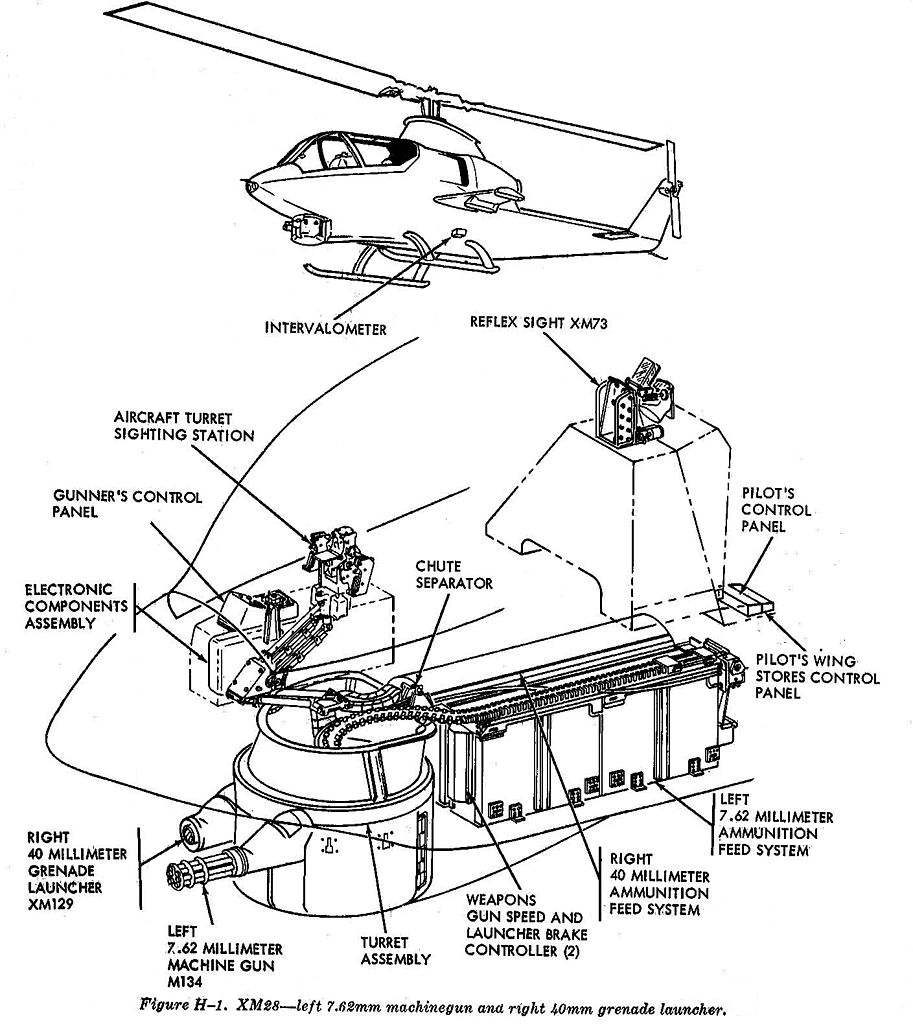
7.62mmミニガンと40mmグレネードの給弾装置
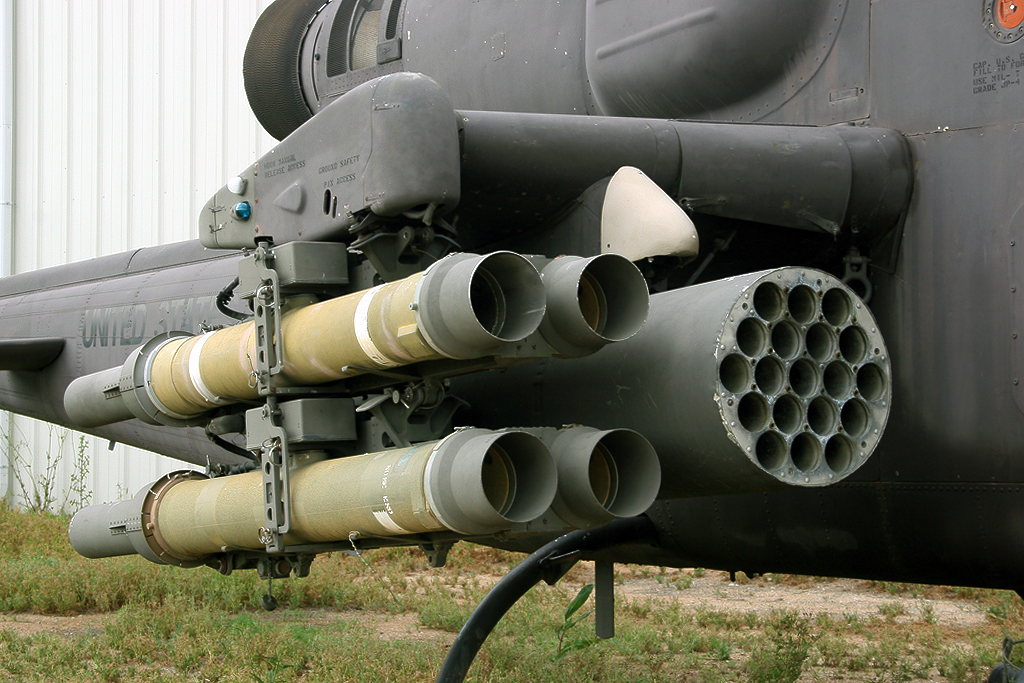
ロケット弾ポッドとTOW対戦車ミサイル発射機

### 改良

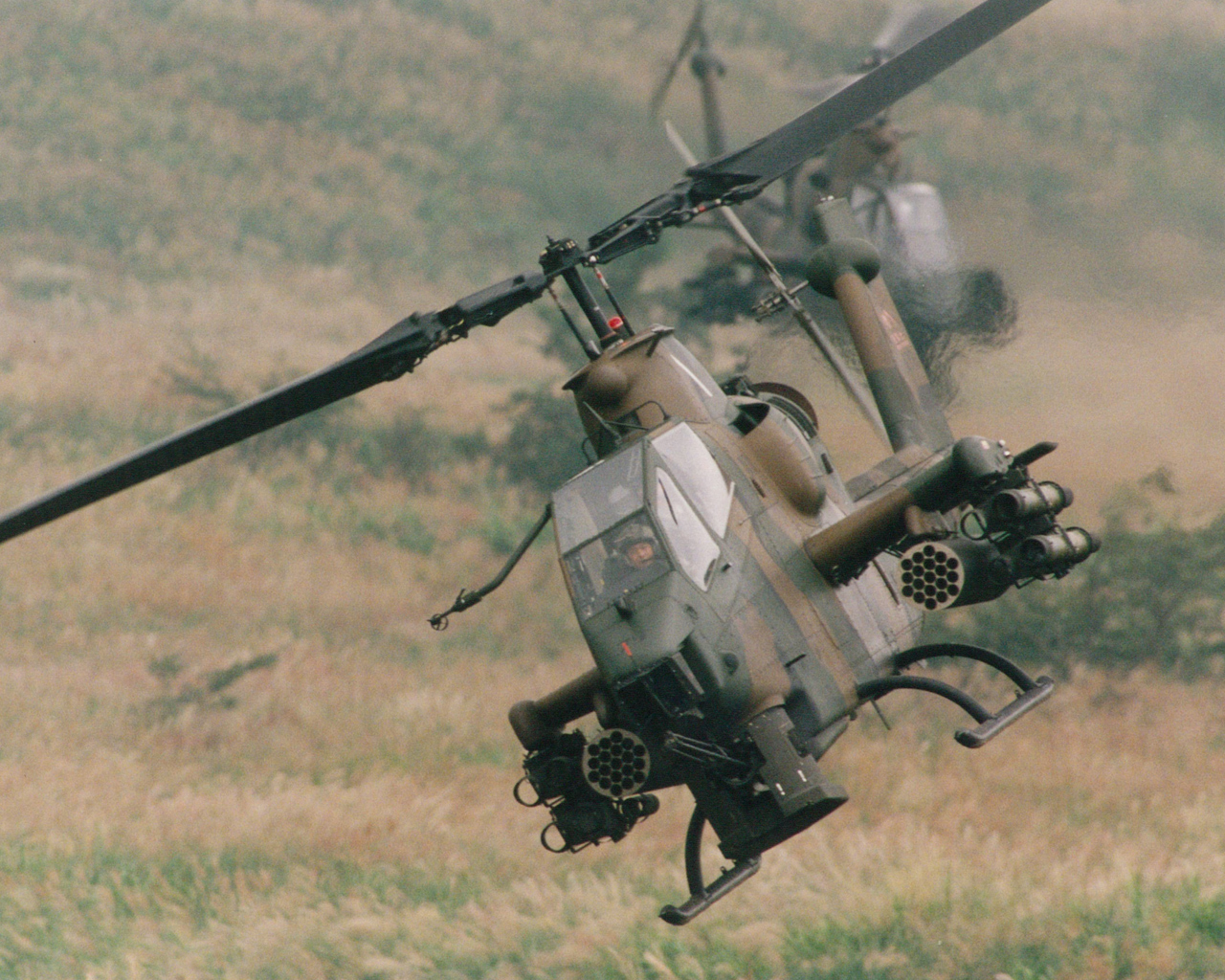
AH-1S

ベトナム戦争終結後には、AH-1GにBGM-71 TOW 対戦車ミサイル運用能力付与がなされた。TOW運用能力を付与された機体はAH-1Qと呼ばれ、機首部に光学望遠鏡方式の照準装置を装備しているのが特徴である。
アメリカ陸軍では、重量増加によるエンジンの出力不足が問題視されたため、ICAM（発展型コブラ俊敏性及び機動性）計画が立案され、エンジンを熱出力1,800shp（軸出力1,485shp）のT53-L-703に換装、トランスミッション、機体各部の強化が施されたAH-1Sが登場する。
なお、AH-1Sはその後も段階的に改修が加えられており、いくつかのバリエーションがある。
AH-1Qから改修した機体と初めからAH-1Sとして生産された初期生産型、初期生産型をより能力向上させた型、さらに、これに近代化改修を施した型で、AH-1S改修型（MOD）=AH-1S、AH-1S量産型（PROD）=AH-1P、AH-1Sアップガン型（ECAS）=AH-1E、AH-1S近代改修型（MC）=AH-1Fと分類される。
なお、陸軍向け仕様のAH-1S系統だけは、太陽光の反射で発見されるのを防ぐためキャノピーが角ばった平面型となっている。

### 双発型

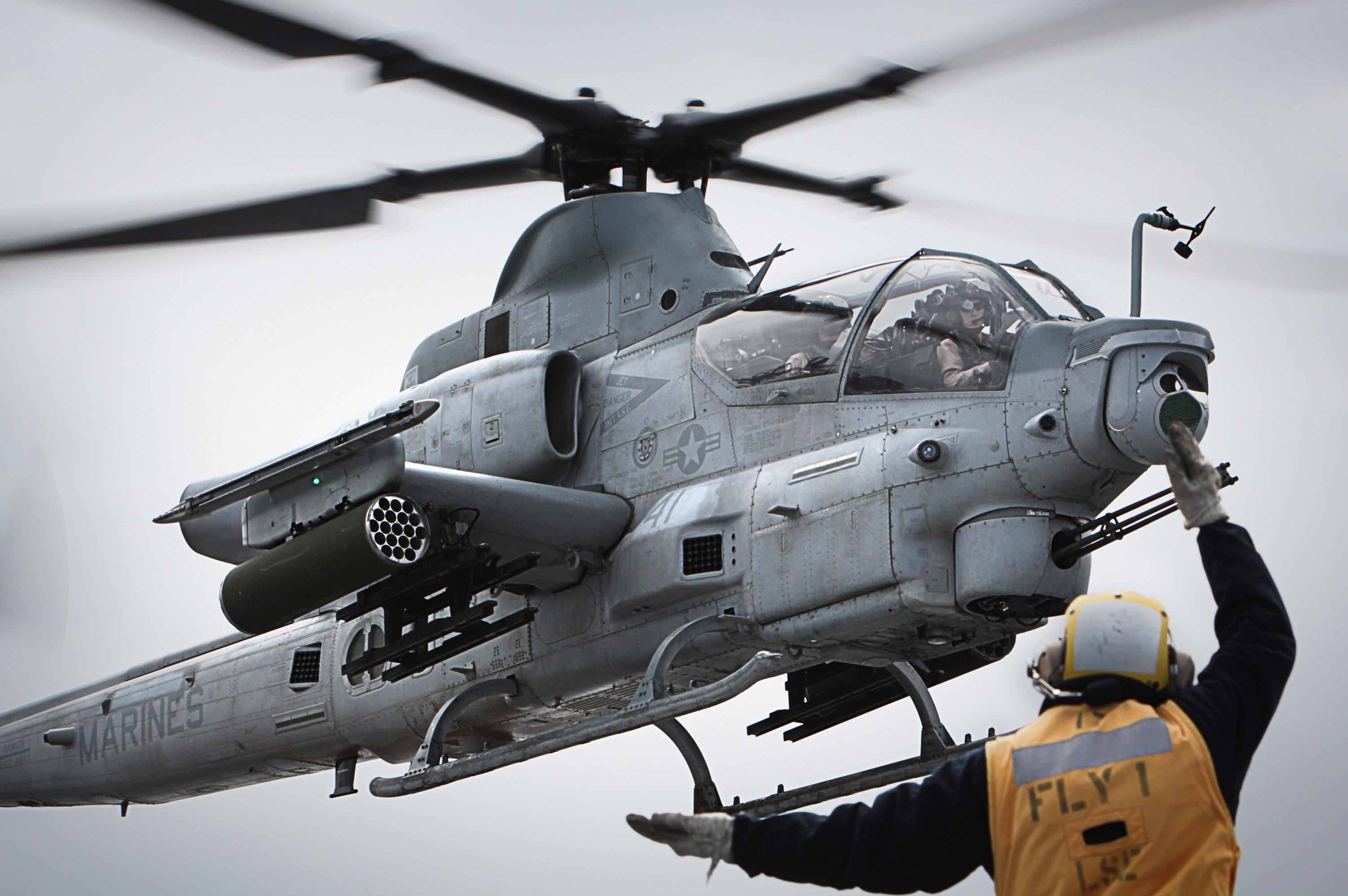
米海兵隊のAH-1Z ヴァイパー

アメリカ海兵隊は、洋上運用が多いことからエンジンをツインパックのT400としたAH-1J シーコブラを採用した。
その後も改良が続けられ、1986年3月から実戦配備されている米海兵隊向けのAH-1W スーパーコブラなどの派生型もある。最新型はAH-1Z ヴァイパーで、米海兵隊は2004年-2013年までに180機をAH-1W スーパーコブラからAH-1Z ヴァイパーにオーバーホール時に改造更新することを計画している。

## 各国の運用状況

### アメリカ合衆国

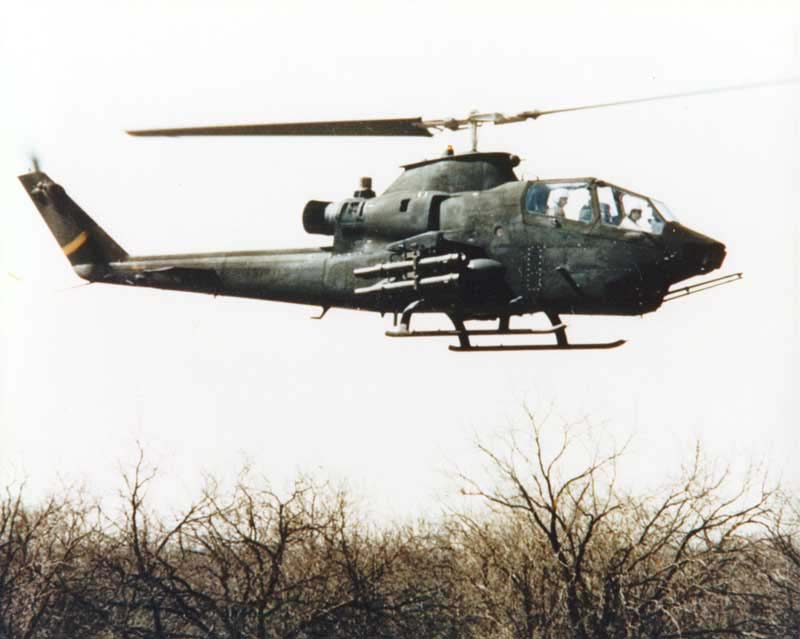
AH-1S

前述の通り、ベトナム戦争時に多数が導入され、実戦に投入（アメリカ陸軍は戦闘損失173機、運用損失109機の合計282機の損失。海兵隊でも7機と3機の計10機の損失が発生）された。
陸軍は1973年にG型に次いでAH-1Qを採用し、同時に290機のG型をQ型に改修・改造させた。1977年にはAH-1Sの採用を決定し、新造機100機の発注に加え、当時保有していた198機のG型をS型に改修させた。これに続き、機関砲やロケット弾などの射撃能力向上を図ったステップ2型（AH-1E）を98機製造、更に1979年に新型火器管制装置を搭載するなど近代化改修を施したステップ3型（AH-1F）を新造機で98機、ステップ1、2型約860機をステップ3型規格に改修した。これによって1988年の時点でステップ3（AH-1F）レベルのAH-1Sを約950機保有するにいたった。
海兵隊では1969年に陸軍からAH-1Gを39機移管される形で受領した。同年4月末より順次、ベトナムへ投入されている。しかし、元々が陸軍仕様であったG型は海兵隊にとっては使いにくい面もあり、海兵隊仕様のAH-1の発注を行う。この海兵隊仕様AH-1はAH-1J シーコブラとして採用され、1971年初頭に最初の4機がベトナムに配備されて以降、1975年までに67機が購入された。
後継機であるAH-64の採用によって、現在ではアメリカ陸軍のAH-1は全機が退役している。一方でアメリカ海兵隊では改良型のAH-1W スーパーコブラ及びAH-1Z ヴァイパーを現在でも使用しており、イラク戦争にも投入している。
陸軍の退役機の一部は武装を撤去し、合衆国森林局などが対森林火災用として使っている他、民間による登録もある（#軍以外での運用参照）。

### イスラエル

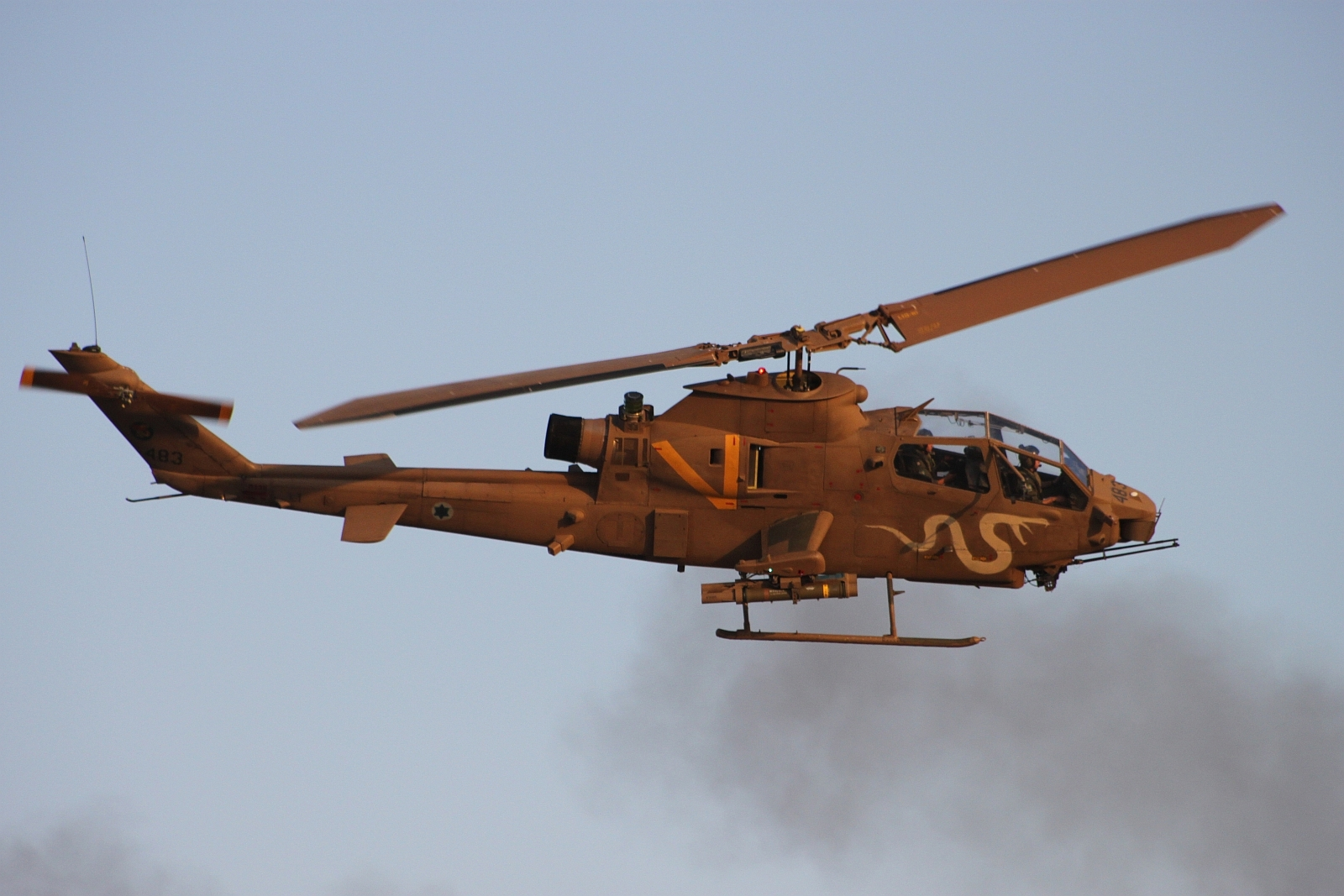
イスラエル空軍第160飛行隊のAH-1F

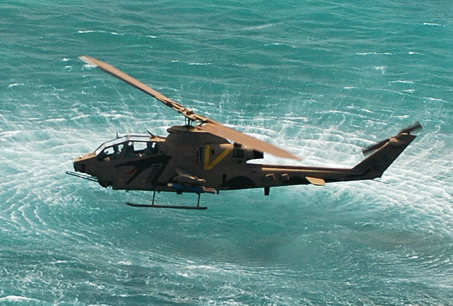
イスラエル空軍第161飛行隊のAH-1F

イスラエル空軍は1973年の第四次中東戦争の経験から攻撃ヘリコプター導入の検討を開始し、当初はシコルスキー社製のS-67 "ブラックホーク"を導入予定であったがS-67の試作機が墜落した事により契約は白紙化され、これに替わって既にベトナム戦争に投入され戦果を挙げていたAH-1の導入に切り替えられた。
1975年に6機のAH-1Gを導入して評価を開始し、良好な結果を得たことから翌1976年にAH-1の追加発注と、購入した6機のAH-1Gをアメリカに返送してTOW対戦車ミサイル運用能力を持つAH-1Q相当に改修する事が決定された。
1977年12月に最初のAH-1飛行隊として第160飛行隊が編成され、AH-1に「Tzefa」のニックネームが付けられた（英語のViperに相当する語である）。1978年8月にアメリカに返送していた6機のAH-1Gが改修を受けてイスラエルに再度戻され、1979年には追加発注分のAH-1E 6機がイスラエルに到着した。
1979年5月9日にはレバノン方面での作戦に初めて投入され、作戦は成功裏に終わった。これを受けてイスラエル空軍はAH-1の増強を図ったが、アメリカが大量輸出に難色を示したため、導入予定数の一部をMD 500 ディフェンダーに切り替えた。
1982年のレバノン紛争ではT-72を29両と装甲兵員輸送車4両、装甲車22両、その他30両の車両を破壊し、イスラエル側の損失は1機という一方的な戦果をあげている。
1985年には24機のAH-1の追加導入が認められ、2番目のAH-1飛行隊として第161飛行隊が編成された。この後、これらの飛行隊のAH-1は2000年にイスラエル軍がレバノン南部から撤退するまでこの地域での活動を継続していた。
1990年以降、イスラエル空軍はAH-1よりも新しく重装甲のAH-64 アパッチの導入を始めたが AH-1の運用も継続され、独自の改修としてセンサー類の追加、チャフ・フレアディスペンサーの追加が行われているほか、国産のスパイク対戦車ミサイルの運用能力も付加されている。
2005年には第161飛行隊が解散となったが、同時期にアグレッサー部隊として再編された第115飛行隊にF-16 戦闘機と共にAH-1Fが配備された。尚、この年にイスラエル空軍はAH-64D アパッチ・ロングボウの部隊配備を開始している。
2013年末に軍事予算の関係で、イスラエル空軍からAH-1が退役していたことが翌年報道された。2015年には退役したうちの16機がヨルダン軍に供与された。これはISILと戦うヨルダンを支援する活動の一環として行われた。

### バーレーン
バーレーン空軍が24機のAH-1Pを導入。

### ヨルダン
ヨルダン空軍がAH-1Sを24機、AH-1Fを25機導入。うち16機は2013年にイスラエル空軍から退役したものである。

### パキスタン
パキスタン陸軍が1984年に20機のAH-1Sを発注し、内10機を導入した。これらの機体は後にAH-1Fに改良されている。2007年には12機のAH-1Fを発注し、2010年に14機が導入された。2013年にはヨルダン空軍から退役したAH-1S 8機を購入し運用機数を増やしている。

### 日本

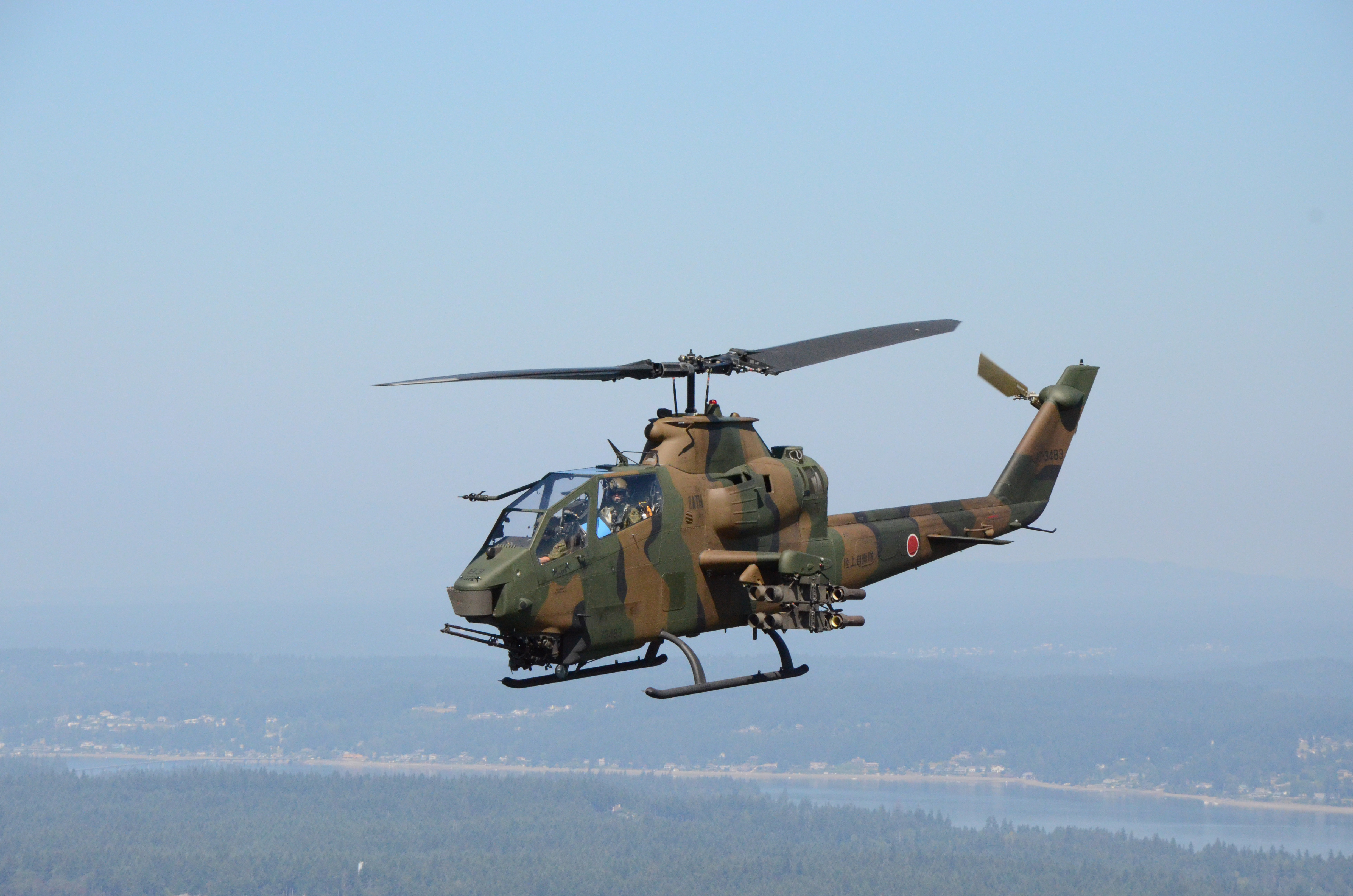
陸上自衛隊のAH-1S

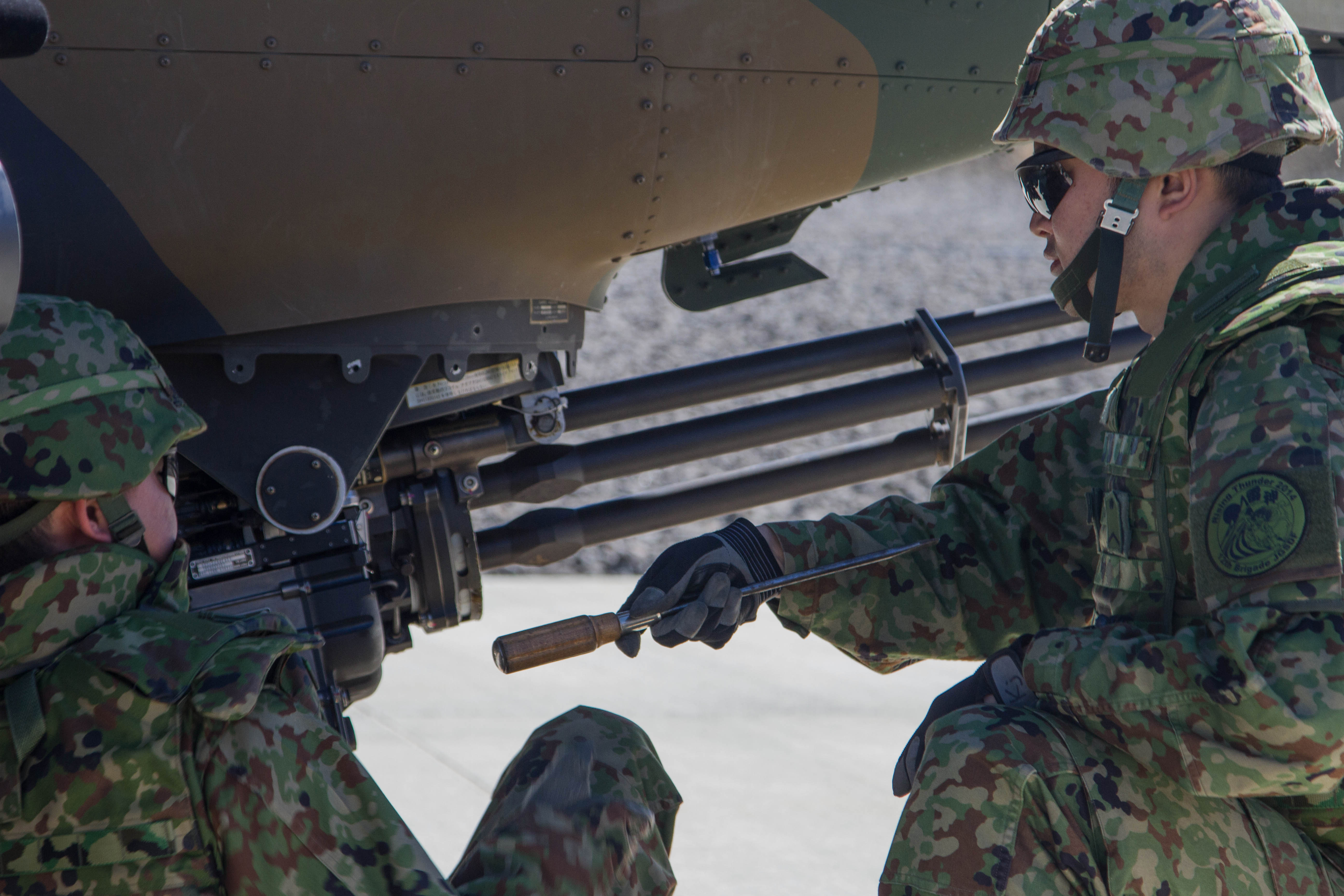
コブラの20mm機関砲を整備している自衛隊員

陸上自衛隊が昭和52年度予算と昭和53年度予算で研究用として1機ずつ購入し、昭和54年度と昭和55年度にそれぞれ配備された。昭和57年度予算からは本格的な調達が開始され、7機目から富士重工業（エンジンは川崎重工業）によってライセンス生産も始まり、2000年（平成12年）12月14日までに90機が生産された。陸上自衛隊は2022年3月末時点でAH-1Sを48機保有している。
なお、陸上自衛隊で使用されている「AH-1S」は、最初に輸入された2機が能力向上型の「AH-1E」に、富士重工業でライセンス生産された機体は発達型LAATの「AH-1F」に相当するもの である。74号機以降は"C-NITE"と呼ばれる夜間作戦能力向上形となり、73号機以前の機体も少数が改造されている。
数々の改修により燃料を最大に積載した状態では、9,300lbs（4,213Kg）となり、最大離陸重量10,000lbs（4､530kg）に近く最大武装状態では飛行ができない。また、弾薬を多く搭載すると燃料積載量を減らさねばならず、飛行時間が減少する二律背反現象がおきている。
エンジン不良によって数件の墜落事故が発生している。2000年（平成12年）に東富士演習場で発生した落着事故に関し、川崎重工は防衛庁（当時）によってPL法に基づき訴訟を提起され、2012年1月30日に東京地裁から2億3千万円を賠償を命ずる判決を受けた。単発機の特性上、エンジンの故障は即座にエンジンリスタートの試行やオートローテーションを用いた着陸を選択せざるを得ない状況を生む。
2001年（平成13年）8月27日に、防衛庁は陸上自衛隊の次期戦闘ヘリとして、三菱重工業が提案した最新型双発・4ローターで性能・信頼性共に大幅に上昇、AH-1Wのダイナミックコンポーネントからの改造製作が基本である「AH-1Z」を下し、富士重工が提案したボーイングのAH-64Dを選定した。これは陸自とアメリカ陸軍の密接な関係により採用されたもので、現行AH-1Wと共通性はあってもAH-1Sとは機体構造が違い、元来がアメリカ海兵隊向けのAH-1Zは分が悪かった。
なお、AH-64Dはボーイングが2007年（平成19年）にブロックIIの生産終了を発表したため、部品供給を前提とした富士のライセンス生産が不可能となり、中期防衛力整備計画（平成13年度 - 平成16年度）分の6機と中期防衛力整備計画（平成17年度 - 平成21年度）分の4機と中期防衛力整備計画（平成23年度 - 平成27年度）分の3機の合わせて13機で調達を打ち切ることになった。
2022年（令和4年）12月16日に政府が閣議決定した防衛力整備計画において、AH-64D、AH-1S、OH-1などを廃止し、任務を無人航空機に移行することが明記された。
| 予算計上年度         | 調達数 |
| -------------------- | ------ |
| 昭和56年度（1981年） | 12機   |
| 昭和57年度（1982年） | 5機    |
| 昭和58年度（1983年） | 5機    |
| 昭和59年度（1984年） | 8機    |
| 昭和60年度（1985年） | 8機    |
| 昭和61年度（1986年） | 0機    |
| 昭和62年度（1987年） | 8機    |
| 昭和63年度（1988年） | 8機    |
| 平成元年度（1989年） | 9機    |
| 平成2年度（1990年）  | 8機    |
| 平成3年度（1991年）  | 6機    |
| 平成4年度（1992年）  | 4機    |
| 平成5年度（1993年）  | 2機    |
| 平成6年度（1994年）  | 2機    |
| 平成7年度（1995年）  | 2機    |
| 平成8年度（1996年）  | 1機    |
| 平成9年度（1997年）  | 1機    |
| 平成10年度（1998年） | 1機    |
| 合計                 | 90機   |

#### 配備部隊・機関
2025年3月末での保有機数は36機であり、機体の老朽化による用途廃止が進んで部隊定数の維持が困難になったため、第1、第2、第4、第5対戦車ヘリコプター隊が2個飛行隊から1個飛行隊に縮小され、第3対戦車ヘリコプター隊は2021年3月18日に廃止されAH-1Sとの混成装備からAH-64Dのみを装備する第1戦闘ヘリコプター隊に改編された。
陸上自衛隊航空学校
- 霞ヶ浦校（霞ヶ浦駐屯地）
- 飛行教導隊（明野駐屯地）

北部方面隊
- 北部方面航空隊
  - 第1対戦車ヘリコプター隊（帯広駐屯地）1個飛行隊（定数8機）

東北方面隊
- 東北方面航空隊
  - 第2対戦車ヘリコプター隊（八戸駐屯地）1個飛行隊（定数8機）

東部方面隊
- 東部方面航空隊
  - 第4対戦車ヘリコプター隊（木更津駐屯地）1個飛行隊（定数8機）

中部方面隊
- 中部方面航空隊
  - 第5対戦車ヘリコプター隊（明野駐屯地）1個飛行隊（定数8機）

### 台湾

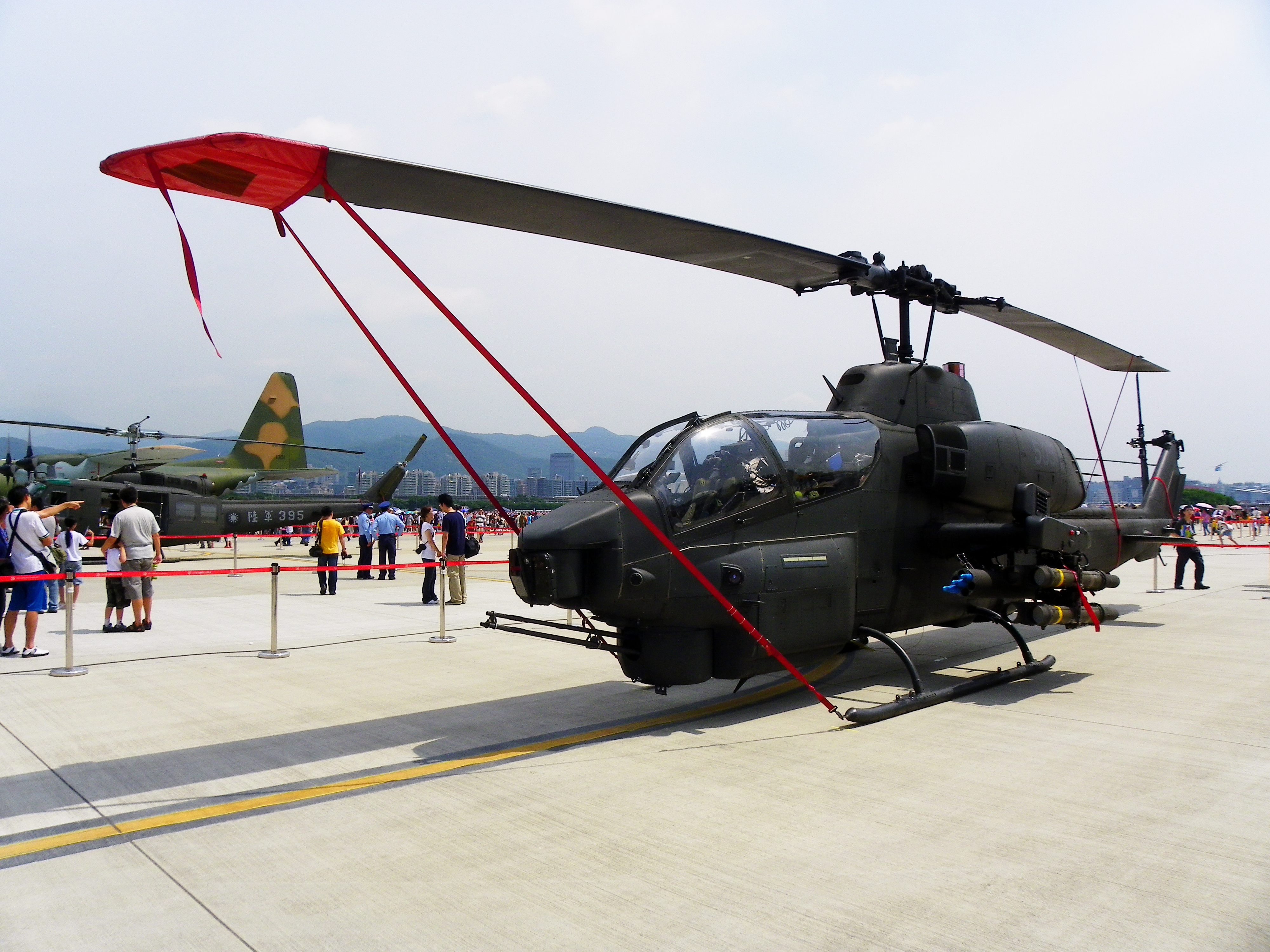
台湾陸軍のAH-1W

AH-1W、1992年に42機と1997年に21機を導入、合計63機が導入された。

### 韓国
8機のAH-1Jと60機のAH-1Fを導入。J型は全機退役している。

### タイ
タイ王国陸軍が1990年より4機のAH-1Fの導入を開始し、2004年の時点で3機を保有・運用している。

### トルコ
トルコ陸軍が中古のAH-1P/Sを32機導入した。後にこれらはAH-1Fレベルにアップグレードが施された。

### スペイン
スペイン海軍航空隊において、1972年から近接航空支援のためAH-1Gを合計8機採用。1987年まで使用していた。

### フィリピン
2018年にヨルダンからフィリピン空軍へ4機の中古のAH-1Fの譲渡が提案されたが、諸般の事情から2機に減少した。2019年に2機のAH-1FがチャーターされたAn-124でヨルダンからフィリピン空軍のクラーク空軍基地に輸送された。同空軍のAH-1Fはライトグレーで塗装されていると見られる。

### イラン
1970年代に導入された機体が、イラン革命後も独自の改修を経て使用されてきた。少なくとも2025年時点までは現役であり、イスラエルがイラン国内を攻撃した際には（イラン・イスラエル戦争を参照）、イスラエルがイランのAH-1を破壊する映像が公開された。

### 軍以外での運用
アメリカのフロリダ州は陸軍を退役した複数のAH-1をベル209として1999年から登録を始め、消火バケットを備えた消防ヘリコプター「ファイアスネーク（FireSnake）」として運用した（2012年抹消）。ワシントン州は退役陸軍機複数をAH-1として2003年から登録を始め、同じく消防ヘリコプターとして運用した（2011年抹消）。合衆国森林局は退役陸軍機2機をベル209として2003年と2004年に登録し、赤外線モニターなど高度な情報収集能力を備えた火災監視ヘリコプター「ファイアウォッチ（FireWatch）」として運用している。
退役軍人などで運営されるアメリカの非営利団体・陸軍航空遺産財団には、武装を撤去したAH-1Fが米陸軍から提供され、アメリカ陸軍スカイ・ソルジャーズとして4機編成の展示飛行を行った。
オーストリアを拠点とする民間エアロバティックチーム・フライングブルズには、2005年に1機のTAH-1Fが加えられた。この機体は退役後に廃棄されていたもので、修復して2002年にアメリカで登録されている。

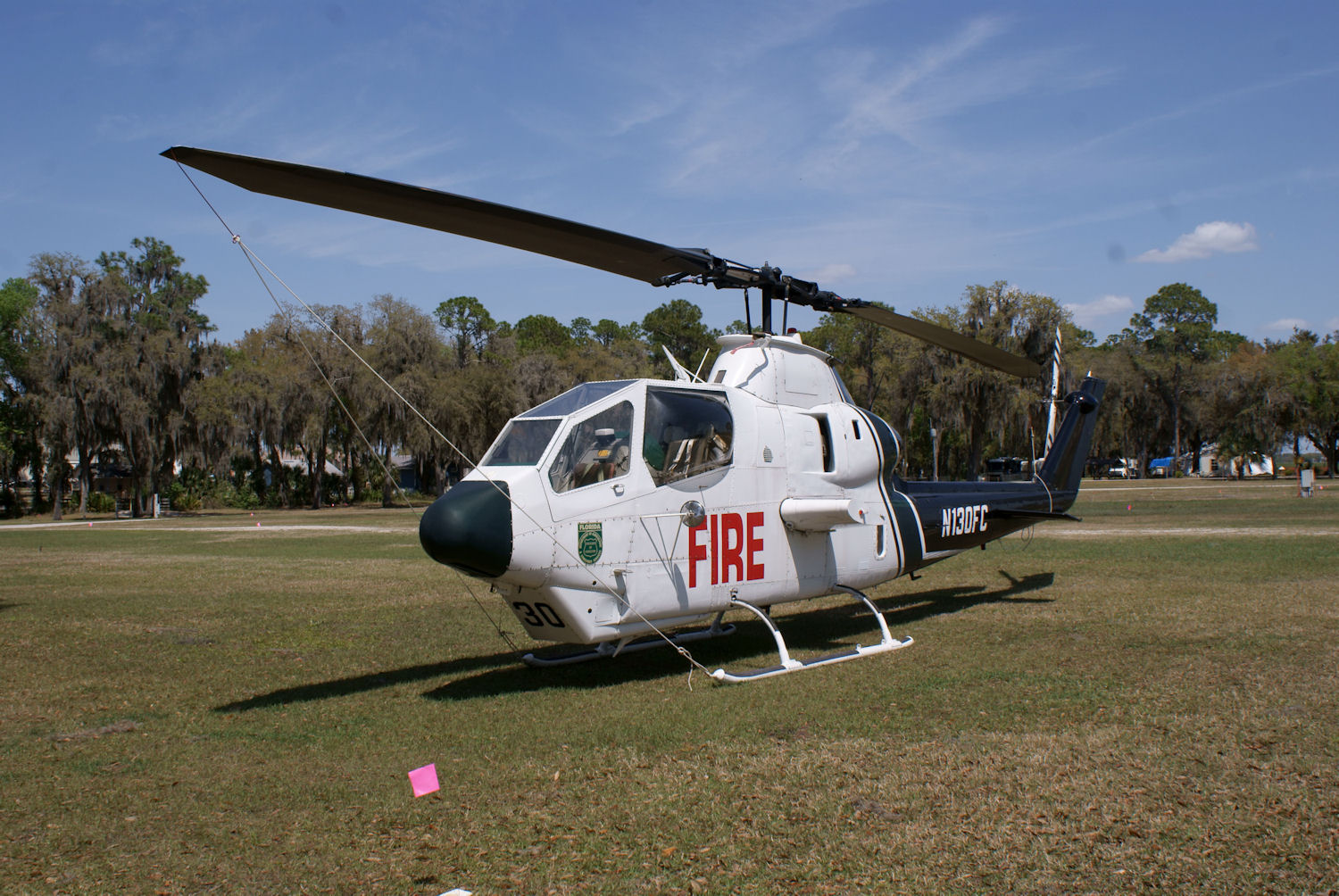
フロリダ州森林課のベル209「ファイアスネーク」
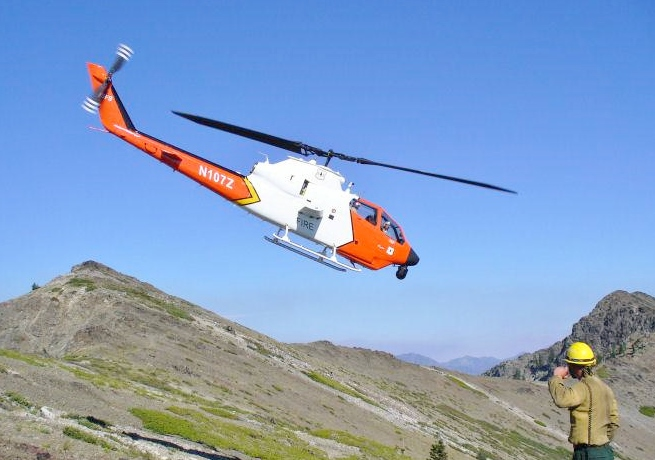
合衆国森林局のベル209「ファイアウォッチ」
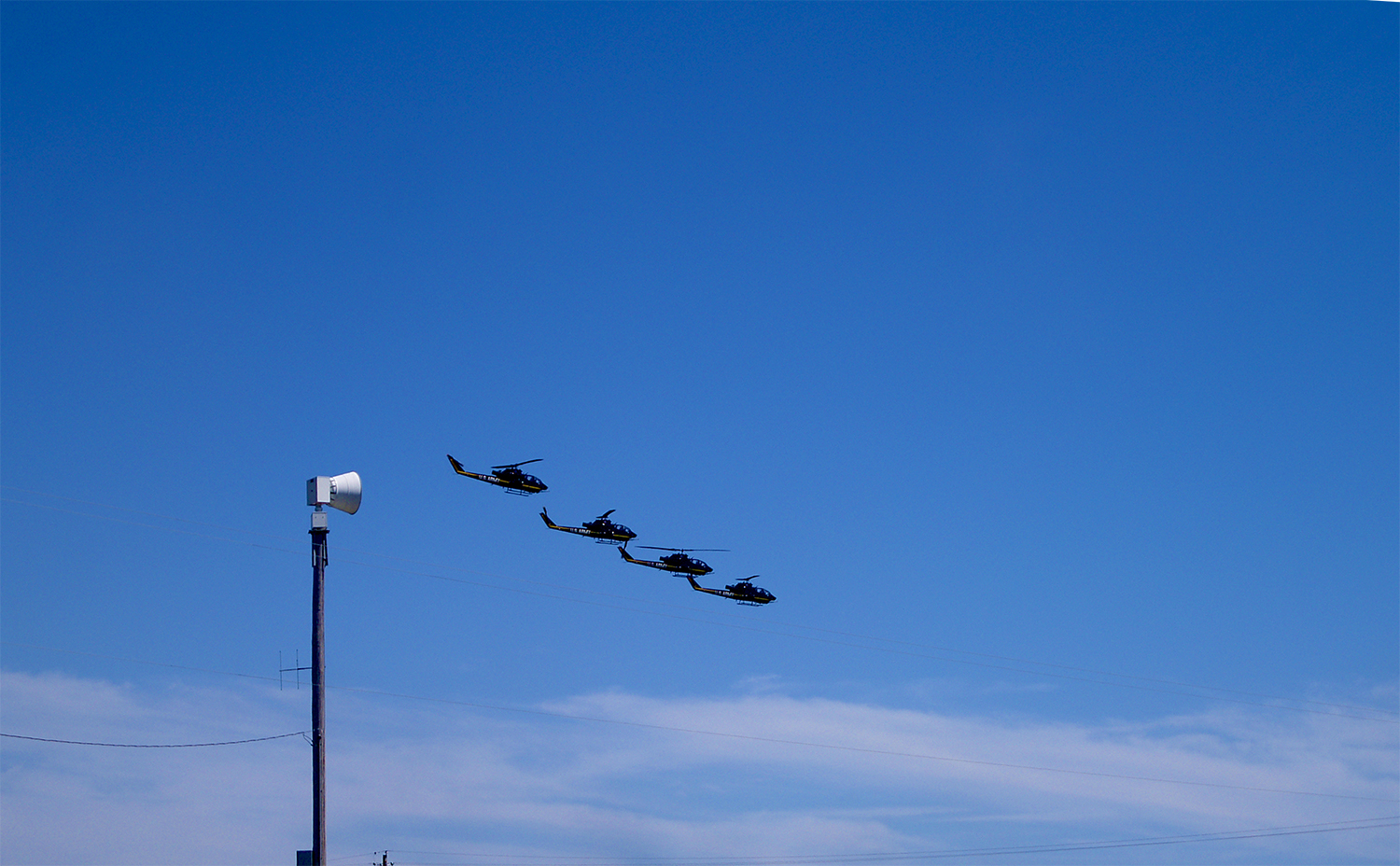
陸軍航空遺産財団のスカイ・ソルジャーズ・コブラ・デモンストレーション・チーム
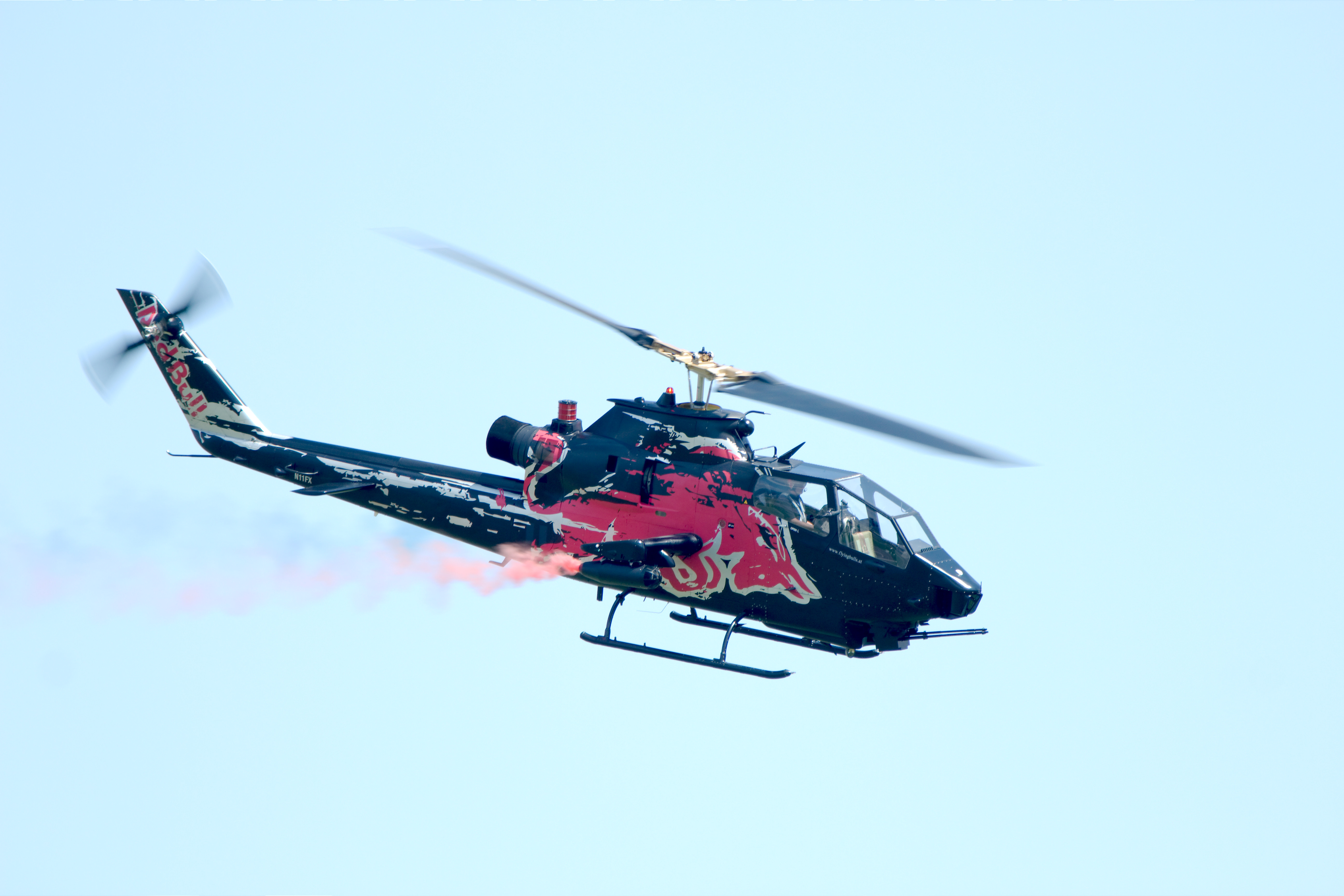
フライングブルズのTAH-1F

## 型式

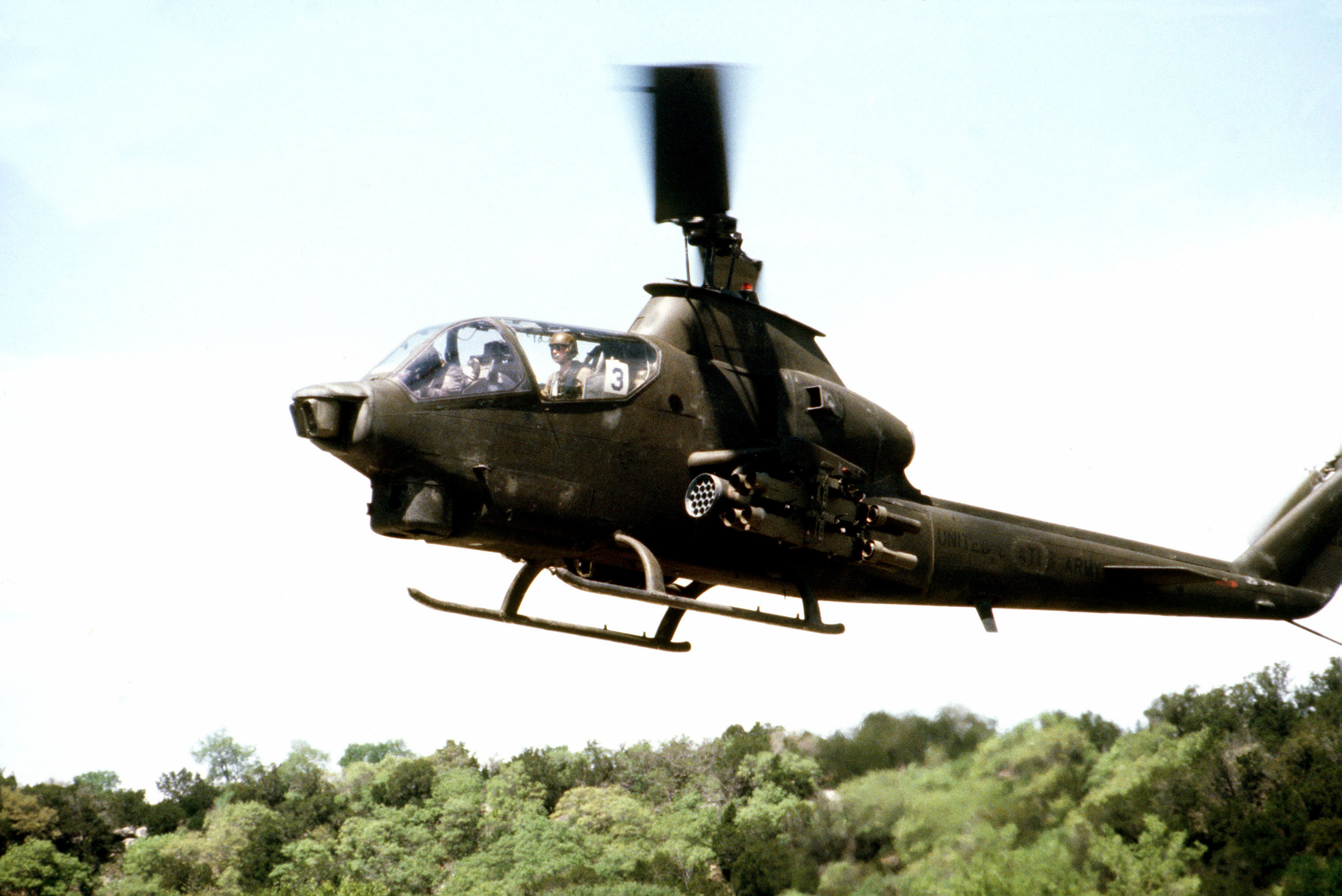
AH-1Q

モデル209
ベル社が自社資金で開発したAH-1Gの試作機。エンジンやトランスミッションなどはUH-1の流用。
ベル209
AH-1から改修されて合衆国森林局所有となった民間仕様の機体。
AH-1G
初期生産型。1966年よりアメリカ陸軍が調達を開始し、ベトナム戦争に多数が投入された。
JAH-1G
ヘルファイアなどの発射実験用機体。
TH-1G
訓練用機材
YAH-1R
AH-1Gをベースとした53-L-703エンジンを搭載した試作機。
AH-1Q
AH-1Gの改良型でBGM-71 TOW対戦車ミサイルの運用能力を有し、機関砲をターレット状に変更している。M65望遠鏡ユニット（TSU）とM73 Reflexサイトを装備。
YAH-1Q
AH-1GをベースとしてTOWミサイル運用能力を有し、XM26望遠鏡サイトユニット（TSU）を装備した試作機。
AH-1S
AH-1Qの改良型。AH-1Qで指摘された機体重量の増加による運動性能の低下を補うため、エンジンの換装が行われた。また、風防形状の変更や搭載機器の改良など、各部に改良が施された。新規生産のほか、AH-1G/Qの一部の機体にもS型への改修が施された。
YAH-1S
AH-1QをベースとしたAH-1Sの試作機。
AH-1P（AH-1S量産型）
AH-1Sの量産型。
TAH-1P
練習機型。
AH-1E（AH-1Sアップガン型）
射撃能力の向上を図り、機関砲と照準器をターレットに装着した形式。
AH-1F（AH-1S近代改修型）
ヘッドアップディスプレイ、レーザー距離計、赤外線妨害装置、赤外線抑制エンジン排気システムおよびM143エアデータサブシステム（ADS）を搭載して近代化改修が施されたAH-1S。
QAH-1S
AH-1の無人機型。アメリカとカナダの共同開発。

## 採用国
- アメリカ合衆国
- イスラエル
- バーレーン
- ヨルダン
- ケニア - 2024年時点で、ケニア空軍が3機のAH-1Fを保有[28]。
- パキスタン
- フィリピン
- 日本
- 台湾
- 韓国
- タイ
- トルコ
- スペイン

## 性能・主要諸元

### AH-1G

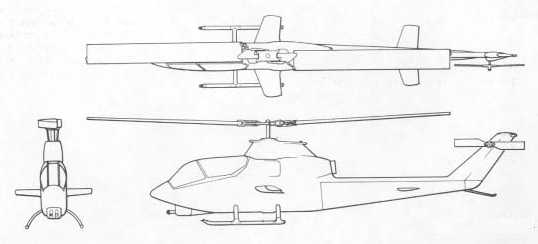
AH-1Gの三面図

- 乗員：前席：射撃手、後席：操縦士（計2名）
- 主回転翼直径：13.4m
- 胴体長：13.4m
- 全高：4.1m
- 自重：2,754kg
- 最大離陸重量：4,309kg
- 発動機：ライカミング T53-L-13（最大:1.400shp、連続:1,100shp）×1
- 超過禁止速度：219mph（352km/h）=M0.29
- 実用上昇限度：3,475m
- 武装
  - 7.62mm多目的ミニガン×2 または 40mm　M129グレネードランチャー×2
  - M200ハイドラ70ロケット弾ポッド（ロケット弾19発入り）×2

### AH-1S

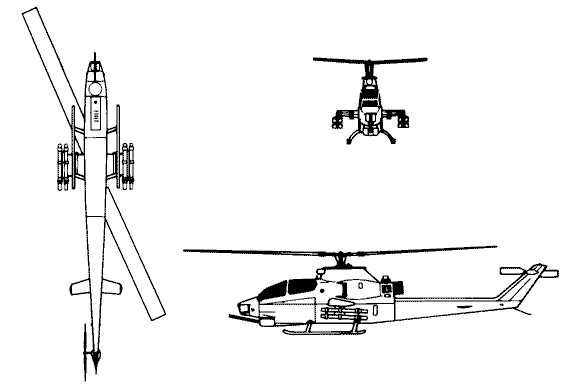
AH-1Fの三面図

- 乗員：前席：射撃手、後席：操縦士（計2名）
- 主回転翼直径：13.41m
- 胴体幅：3.28m
- 全長/胴体長：17.44/13.59m
- 全高：4.19m
- 自重/最大重量：3,076/4,536kg
- 発動機：ライカミングT53-K-703（最大:1.800shp、連続:1,485shp）×1
- 超過禁止速度:315km/h=M0.26
- 巡航速度:228km/h=M0.19
- 実用上昇限度：3,960m
- 航続距離：456km
- 武装
  - 20mm M197 ガトリング砲×1（固定武装）
  - BGM-71 TOW 対戦車ミサイル×最大8発
  - JM261ハイドラ70ロケット弾ポッド（ロケット弾19発入り）×2